# Weiherlinggraben
Der Weiherlinggraben ist ein rechter Zufluss des Erlbachs bei Haundorf im mittelfränkischen Landkreis Weißenburg-Gunzenhausen.

## Verlauf
Der Weiherlinggraben entspringt am Reckenberg, einer Erhebung im Spalter Hügelland, auf dem Gebiet der Gemeinde Absberg auf einer Höhe von 480 m ü. NN westlich von Kalbensteinberg und unweit der Kreisstraße WUG 21. Er fließt beständig in nordwestliche Richtung und mündet, teils kanalisiert, unweit der Gutzenmühle von rechts in den Erlbach.